# Heemstede
Heemstede (nizozemska izgovorjava: [ˈɦeːmsteːdə] ()) je mesto in občina na Nizozemskem v provinci Severna Holandija. 

## Zgodovina
Heemstede je nastal okoli gradu <i id="mwHg">Heemstede</i>, ki je bil zgrajen okoli leta 1286 s pogledom na reko Spaarne. Pred letom 1296 je Floris V., grof Holandski, podelil Heemstede v fevd Reinierju iz Holyja. V 14. stoletju se je ob gradu oblikovala vas, ki je bil v tem obdobju večkrat porušen in obnovljen. Prebivalec tega gradu je bil Adriaan Pauw, ki ga je kupil leta 1620. Leta 1653 se je Bennebroek odcepil od Heemstedeja in postal ločen fevd.
Rast je bila počasna in leta 1787 je Heemstede štel 196 družin. Že takrat si je Heemstede že pridobil sloves, ki ga ima danes, da je predvsem »spalno naselje« za mesti Haarlem in Amsterdam. Premožne mestne družine so poleti zapuščale mesta, da bi ubežale »kanalski mrzlici«, ki je povzročala bolezni iz gnijočih kanalov. Posledično so bila v 17. in 18. stoletju zgrajena številna posestva, od katerih so nekatera (delno) ostala vse do danes, kot so Oud-Berkenroede, Berkenrode, Ipenrode, Huis te Manpad, Hartekamp, Bosbeek, Meer en Bosch, Meer en Berg, in Gliphoeve.
Leta 1857 je bila občina Berkenrode združena z občino Heemstede. Leta 1927 je bil severni del Heemstedeja, vključno z velikim delom Haarlemskega gozda, dodan mestu Haarlem.

## Spomeniki in parki
- Park Groenendaal: Oblikoval ga je John Hope in je nastal z združitvijo več podeželskih posesti v eno.
- Vrijheidsbeeld (Kip svobode), kip Mari Andriessen za praznovanje svobode in spomin na žrtve Heemstedeja nizozemskega upora. Nahaja se na Vrijheidsdreef v parku Groenendaal.
- Grad Heemstede: mesto gradu Heemstede.
- Hartekamp: Heemstede, poletni dom Georga Clifforda, ki je najel Linnaeusa, da napiše svoj Hortus Cliffortianus, podroben katalog primerkov rastlin v herbariju in vrtovih Hartecampa. Hiša Georgea Clifforda je zaprta za javnost, okoliški vrtovi pa se uporabljajo kot kampus in so odprti za obiskovalce.
- Linnaeusbos (Linnejev gozd): Prvotno del Hartekampa, ki ga je zasadil George Clifford in dokumentiral Linnaeus. Leta 2007 je Heemstede praznoval Linnejev 300. rojstni dan.
- De Naald : 'Igla' je spomenik, ki ga je postavil DJ van Lennep v čast Witteju van Haemstedeju, rešitelju Haarlema v bitki 26. aprila 1304, in v čast ranjencem druge bitke proti Špancem 8. julija 1573. Obe bitki naj bi se zgodili prav na vogalu hiše Huis te Manpad Davida Jacoba van Lennepa, kjer stoji spomenik.

## Transport
Mesto je oskrbovano z železniško postajo Heemstede-Aerdenhout, ki leži na Oude Lijn med Haarlemom in Leidnom.

## Galerija slik
- Cerkev Marije Vnebovzete
- Mlin na veter, Groenendaal
- Kip svobode avtorja Andriessena
- Stari grad, mesto nekdanjega gradu Heemstede
- Hartekamp ali Hartecamp, Heemstede/Bennebroek
- Heemstede, panorama
- Podeželska hiša: Huys te Manpad
- Vodni stolp
- Spominsko obeležje pri Herenweg-Manpadslaan